# アリハン・バイメノフ

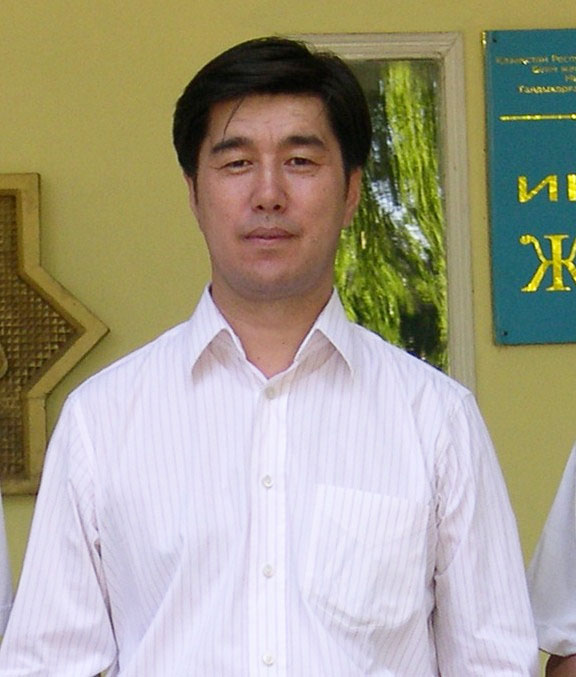
アリハン・バイメノフ（2004年）

アリハン・バイメノフ（Әлихан Мұхамедияұлы Байменов、1959年3月25日 - ）は、カザフスタン共和国の政治家。カザフスタン明るい道民主党（アク・ジョル）初代党首（2003-2011年）。過去、大統領府長官、労働・住民社会保護相等を歴任。

## 経歴
ジェズカズガン州ジェズディンスキー地区カルサクパイ町出身。カラガンダ工科大学卒業。
- 1981年～1983年 - カラガンダ工科大学ジェズカズガン分校の講座助手
- 1983年～1988年 - モスクワ自動車道大学の研修生、大学院生
- 1988年～1992年 - カラガンダ工科大学ジェズカズガン分校の助手、先任講師、助教授
- 1992年 - ジェズカズガン鉱山技術大学の副学部長
- 1992年～1994年 - ジェズカズガン州行政府副長官
- 1994年～1995年 - 最高会議国際・議会間関係委員会副委員長
- 1995年3月～11月 - 労働次官
- 1995年3月～ - 人民総会副議長
- 1995年11月～1996年9月 - 労働第一次官
- 1996年9月～1997年 - 大統領府副長官兼組織・監督課主任
- 1997年～1998年 - 政府官房長
- 1998年～1999年 - 大統領府長官
- 1999年～2000年8月7日 - 国務問題局長官
- 2000年8月7日～2001年 - 労働・住民社会保護相
- 2001年11月、社会団体「カザフスタンの民主的選択」の共同創設者となり、政治会議議員となった。
- 2002年3月、カザフスタン明るい道民主党（アク・ジョル）の共同創設者となり、共同議長に就任。2003年から同党議長。
- 2011年7月をもってアク・ジョル議長を退任。

## パーソナル
妻帯、1女と2人の孫を有する。
工学科学準博士。カザフスタン共和国工学アカデミー学術顧問。